# Diamonds & Rust
Diamonds & Rust är ett musikalbum från 1975 av den amerikanska folkmusikern Joan Baez. Albumet innehåller flera covers av låtar skrivna eller spelade av Bob Dylan, Stevie Wonder, The Allman Brothers, Jackson Browne och John Prine. Diamonds & Rust innehåller emellertid också ett antal egna kompositioner, inklusive titelspåret, en distinkt låt som handlar om Bob Dylan. Låten har senare spelats in av en rad andra artister. 
Hennes cover av Dylans "Simple Twist of Fate" innehåller en vers där Baez imiterar kompositörens röst.
En alternativ inspelning av "Dida" var med på föregående års Gracias a la Vida. Versionen som återfinns på Diamonds & Rust är en duett med Joni Mitchell, och har ett snabbare tempo än Gracias a la Vida-versionen.

## Låtlista
Sida ett
1. "Diamonds & Rust" (Joan Baez) - 4:47
2. "Fountain of Sorrow" (Jackson Browne) - 4:30
3. "Never Dreamed You'd Leave in Summer" (Stevie Wonder, Syreeta Wright) - 2:45
4. "Children and All That Jazz" (Joan Baez) - 3:07
5. "Simple Twist of Fate" (Bob Dylan) - 4:44

Sida två
1. "Blue Sky" (Dickey Betts) - 2:46
2. "Hello in There" (John Prine) - 3:05
3. "Jesse" (Janis Ian) - 4:28
4. "Winds of the Old Days" (Joan Baez) - 3:55
5. "Dida" (Joan Baez) - duett med Joni Mitchell - 3:25
6. Medley: "I Dream of Jeannie" (Stephen Foster) / "Danny Boy" [3] (Frederick Weatherly) - 4:13

## Medverkande
- Joan Baez - Sång, akustisk gitarr, synthesizer, arrangör, producent
- Larry Carlton - Elgitarr, akustisk gitarr, arrangör, producent
- Dean Parks - Elgitarr, akustisk gitarr
- Wilton Felder - Bas
- Reinie Press - Bas
- Max Bennett - Bas (10)
- Jim Gordon - Trummor
- John Guerin - Trummor (10)
- Larry Knechtel - Piano
- Joe Sample - Elpiano, Hammond-orgel
- Hampton Hawes - Piano (4)
- David Paich - Piano, elektrisk cembalo
- Red Rhodes - Pedal steel guitar
- Malcolm Cecil - Synthesizer
- Tom Scott - Flöjt, saxofon, arrangör
- Jim Horn - Saxofon
- Joni Mitchell - vokal improvisation (10)
- Rick Lo Tempio - Elgitarr (10)
- Ollie Mitchell - Trumpet
- Buck Monari - Trumpet
- David Kershenbaum - Producent

Teknisk personal
- Rick Ruggeri - Tekniker
- Henry Lewy - Tekniker (10)
- Ellis Sorkin - Biträdande tekniker
- Bob Cato - Design